# Пит Питерзон Хајн
Пит Питерзон Хајн (хол. Piet Pieterszoon Hein, Pieter Pietersen Heyn; Делфсхавен, 25. новембар 1577 — , 17. јун 1629) је био холандски морнарски официр и народни херој током Осамдесетогодишњег рата између Уједињених провинција и Шпаније.
Хајн је рођен у Делфсхавену (сада део Ротердама), као син капетана. Постао је морнар док је још био тинејџер. У својим двадесетим годинама, Шпанци су га ухватили и служио је као роб на галији приближно четири године, када је размењен за шпанске заробљенике.
1607. године се придружио Холандској источноиндијској компанији, отишао је за Азију, и вратио се са ранком капетана пет година касније. Сместио се у Ротердам, а касније је постао члан локалне владе (schepen).
1623. године је постао вицеадмирал и следеће године је пловио до Источноиндијских острва за Холандску источноиндијску компанију (ИИК). У Бразилу је на кратко заузео португалску насеобину Салвадор. У потоњем путу, запосео је неколико португалских бродова са великим товаром шећера. ИИК је опраштала пиратство, али Хајн, мада често називан пиратом, био је оно што би се модерним термином назвало пљачкаш трговаца, јер је Република била у рату а Хабзбурзима, а ово је било оно што би Хајна учинило најпопуларнијим.
1628. године, Хајн је са Вит д Витом као својим заставником отпловио да запоседне шпанску флоту напуњену сребром набављеним из америчких колонија. Холанђани су отели око 12 милиона гилдера у злату, сребру и осталој скупој роби, као што је индиго без просуте капи крви. Холанђани нису узели заробљенике: дали су шпанској посади довољне залиха за пут до Хаване. Освојено благо је била највећа победа компаније у Карибима. Као последица, новац је финансирао холандску армију осам месеци што јој је омогућило да заузме одређену тврђаву. Хајн се вратио у Холандију 1629. године, када је био дочекан као херој. Посматрајући људе како га бодре док стоји на балкону градске већнице Лајдена он је рекао градоначелнику: „Сада ме хвале зато што сам добио богатство без опасности; али раније када сам ризиковао свој живот у пуној борби нису ни знали да постојим...".
Он је постао поручник-адмирал Холандије и Западне Фризије 1629. године. Умро је исте године у борби са озлоглашеним пљачкашима из Денкерка, огромној флоти хабзбуршких комерцијалних пљачкаша који су радили из Денкерка на покушајима да пресретну све холандске трговине. Сахрањен је у Уд Керку у Делфту
Пит Хајн тунел у Амстердаму је у његову част добио име. Директан потомак Хајна је био Пит Хајн, познати физичар и песник из 20. века.